# Мейдзі (1868—1912)

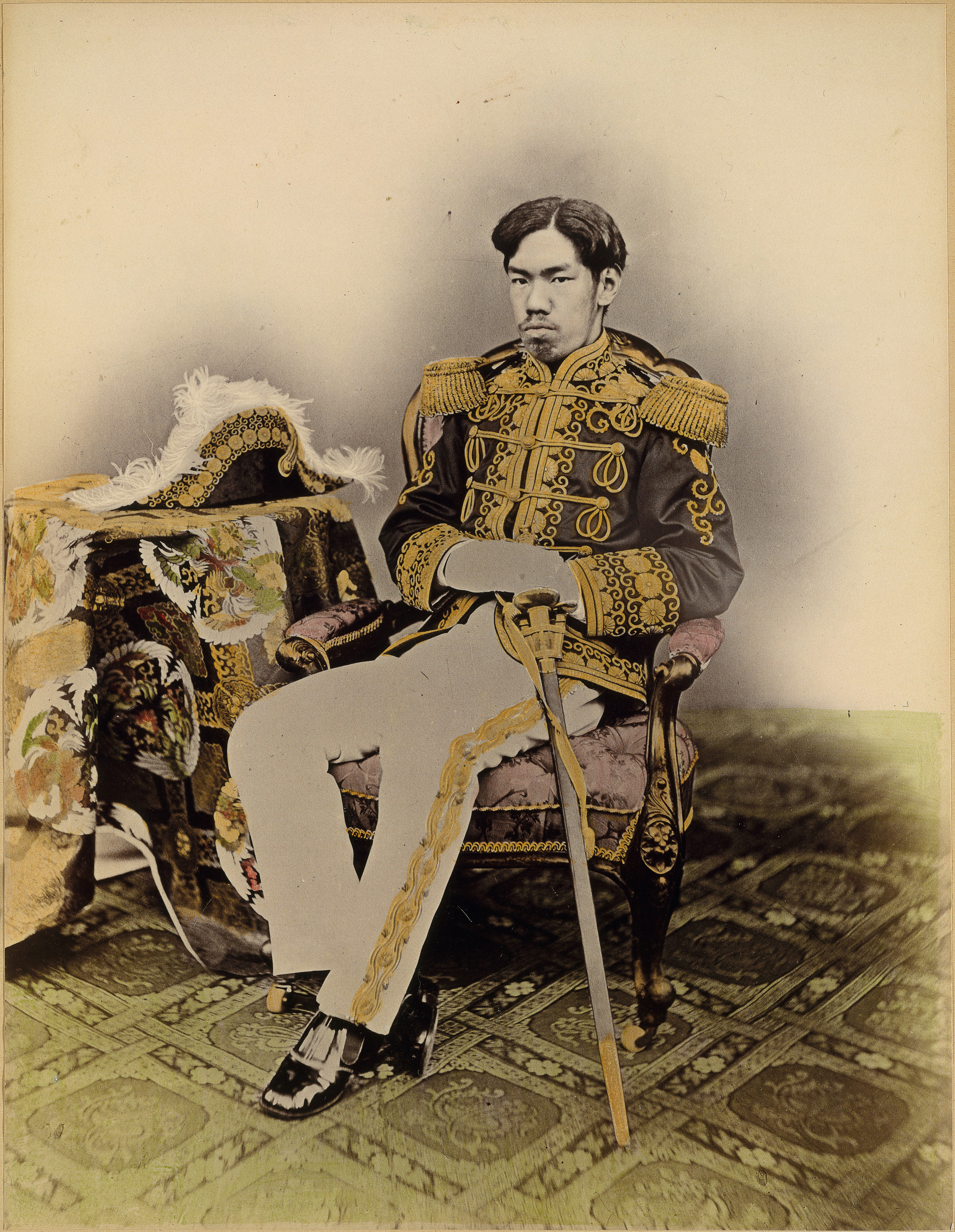
Імператор Мейджі.

Мейджі (明治, めいじ, «Просвітлене правління») — ненґо, девіз правління Імператора Мейджі. Використовувався з 25 січня 1868 року до 30 липня 1912 року. Слідував девізу Кей'о і передував девізу Тайшьо. Фактична зміна девізу відбулася 23 жовтня 1868 року під час інтронізації Імператора.

## Таблиця
| Рік Мейдзі              | 元   | 2    | 3    | 4    | 5    | 6      | 7      | 8      | 9      | 10     |
| ----------------------- | ---- | ---- | ---- | ---- | ---- | ------ | ------ | ------ | ------ | ------ |
| Григоріанський календар | 1868 | 1869 | 1870 | 1871 | 1872 | 1873   | 1874   | 1875   | 1876   | 1877   |
| Китайський календар     | 戊辰 | 己巳 | 庚午 | 辛未 | 壬申 | 癸酉   | 甲戌   | 乙亥   | 丙子   | 丁丑   |
| Рік Мейдзі              | 11   | 12   | 13   | 14   | 15   | 16     | 17     | 18     | 19     | 20     |
| Григоріанський календар | 1878 | 1879 | 1880 | 1881 | 1882 | 1883   | 1884   | 1885   | 1886   | 1887   |
| Китайський календар     | 戊寅 | 己卯 | 庚辰 | 辛巳 | 壬午 | 癸未   | 甲申   | 乙酉   | 丙戌   | 丁亥   |
| Рік Мейдзі              | 21   | 22   | 23   | 24   | 25   | 26     | 27     | 28     | 29     | 30     |
| Григоріанський календар | 1888 | 1889 | 1890 | 1891 | 1892 | 1893   | 1894   | 1895   | 1896   | 1897   |
| Китайський календар     | 戊子 | 己丑 | 庚寅 | 辛卯 | 壬辰 | 癸巳   | 甲午   | 乙未   | 丙申   | 丁酉   |
| Рік Мейдзі              | 31   | 32   | 33   | 34   | 35   | 36     | 37     | 38     | 39     | 40     |
| Григоріанський календар | 1898 | 1899 | 1900 | 1901 | 1902 | 1903   | 1904   | 1905   | 1906   | 1907   |
| Китайський календар     | 戊戌 | 己亥 | 庚子 | 辛丑 | 壬寅 | 癸卯   | 甲辰   | 乙巳   | 丙午   | 丁未   |
| Рік Мейдзі              | 41   | 42   | 43   | 44   | 45   | Тайсьо | Тайсьо | Тайсьо | Тайсьо | Тайсьо |
| Григоріанський календар | 1908 | 1909 | 1910 | 1911 | 1912 | Тайсьо | Тайсьо | Тайсьо | Тайсьо | Тайсьо |
| Китайський календар     | 戊申 | 己酉 | 庚戌 | 辛亥 | 壬子 | Тайсьо | Тайсьо | Тайсьо | Тайсьо | Тайсьо |